# 八幡神社 (中津川市千旦林)
坂本神社八幡宮（さかもとじんじゃはちまんぐう）は、岐阜県中津川市にある神社。式内社の坂本神社とされている。
なお、美濃国式内社の坂本神社は、この八幡神社の他に坂本神社諏訪社とされている。

## 祭神
- 大山祗大神
- 帯中日子命
- 誉田別命

## 歴史
元々は神坂峠の道中安全を祈願し、大山祗大神を祀ったのが最初で、
大宝2年（702年）に、豊前国の宇佐神宮より勧請し社殿を建立したと伝わる。
延喜式には坂本神社、中川神社、恵那神社の三社が記されている。
時期は不明だが、豊前国宇佐八幡宮を勧進、合祀する。このころから坂本神社八幡宮と改称したという。
坂本神社諏訪社の社伝によると、坂本神社は延文2年（1357年）に野火による社殿の焼失後、遷座して諏訪神社となったとある。このことから坂本神社八幡宮となったのは南北朝時代と推測される。
天正2年（1574年）、武田勝頼が東濃を侵攻した際、戦火により焼失する。
天保3年（1832年）、現在の社殿が建立され復興した。
美濃国式内社の坂本神社は、この八幡神社の他に坂本神社諏訪社とされている。
坂本神社という神社は坂本神社八幡宮なのか、それとも坂本神社諏訪社かについて明治時代初期に論争されたが、結論が出ず、両社とも坂本神社の名前は使用しないで、「八幡神社」「諏訪神社」を正式名とすることになった。現在は、通称として八幡神社は「坂本神社八幡宮」、諏訪神社は「坂本神社諏訪社」と称している。
元々は坂本神社八幡宮の地に坂本神社が鎮座していたのが、鎌倉時代から南北朝時代のころに焼失。移転遷座したのが坂本神社諏訪社、元の坂本神社の地に再建されたのが坂本神社八幡宮という。

## 周辺の遺跡
坂本神社八幡宮の森の北の丘陵に鎌倉期から室町期の窯跡が多数あり、一部が岐阜県の史跡指定を受けている。
この付近を含め広範囲にわたり、鎌倉、室町期の白瓷系陶器(山茶碗)の破片が採集される。
また、五輪塔、宝篋印塔も各所に見られ、坂本神社八幡宮より距離はあるが西垣外遺跡からは、中世の住居跡が発掘され関係遺物も出土している。

## 別当寺・付属寺

### 大林寺
嶺松山 大林寺は、坂本神社八幡宮の別当寺であったという。

### 願成寺
江戸時代、坂本神社八幡宮前に天台宗の大智山 願成寺があったが、明治元年（1868年）の神仏分離令で廃寺となり、その跡地に、明治6年（1873年）「松風校」が開設された。明治11年（1878年）「千旦林小学校」と改称されたが、明治34年（1901年）に中平へ移転した。

### 普門院
長野県東筑摩郡朝日村の熊野神社に残る鰐口に「美濃國 遠山庄 大井郷 千旦林 普門院丹明 辛卯六月十八日 頼光敬白」と彫られている。
普門院とは、坂本神社八幡宮の傍らに当時存在した附属寺であり、朱添書には文明十八云々と記述されていることから、
信濃小笠原氏が恵那郡中部を占領中の文明18年（1486年）に鰐口を奪い、
朝日村の熊野神社に奉納したという事実を示すものである。

### その他
この他に、大善院、玉円坊、下ノ坊、仙福院、妙音庵、長善庵、政所の諸坊があったと「美濃御坂越記」に記されている。
大善院跡は現在の田中裏の薬師堂付近と言われ、普門院跡に十王堂が建っていたことを、寺社書上げが記録している。

## 美濃御坂越記における記述
八幡宮 村ノ中程街道ノ 北ノ方松山ノ内ナリ 社内木像十三体 作僧保沢 観応三辰九月 社壇南向街道迠大門道ニテ鳥居アリ 東ノ方ハ神主屋敷 西ノ方ハ 大智山願成寺別当天台宗屋敷有 普門院 大善院 玉円坊 下ノ坊 仙福院 妙音庵 長善庵 政所 右八ヶ所ハ 田地ノアサ名ニ有 神主別当ノ両屋敷ハ 森ノ内故ニ 田畑ニナラスシテ 石垣ノ古跡アリ 遠山氏繁昌ノ節迠 山城国男山ノ宮殿ニ模シテ 結構善美ノ荘厳ナリシカ 天正二年阿寺落城ノ時ニ 坊舎焦土トナリ 神領没収セラレ 神主社僧逃走シ 殿舎破壊シテ 今ハ本社一宇残レリ 社名帳美濃国恵那郡三座ノ内 坂本神社ハ 此社成ヘシ 郡内ニ坂本ト云フ所 外ニナク 由緒ノ社見エス

## 文化財
中津川市指定文化財
- 木造狛犬一対[3]
- 木造御神体像[4]

中津川市指定天然記念物
- 八幡神社のヒトツバタゴ[5]

## 所在地
- 岐阜県中津川市千旦林642

## 交通機関
- 中央本線美乃坂本駅より約2km
- 東鉄バス中津川線「千旦林」バス停下車、徒歩10分

高速バスの「中津川千旦林バスストップ」とは異なる。